# Grotta Parlanti
La grotta Parlanti (rinominata ormai come TRM) è una sorgente termale situata nel comune di Monsummano Terme (PT).

## Storia
Alessandro Bicchierai, studioso delle fonti di Montecatini, segnalò nel suo Trattato del 1788 una sorgente d'acqua termale nel lato settentrionale del monte di Monsummano, ma solo nel XIX secolo, con la crescita della fama delle acque di questa zona (dopo quelle di Montecatini, quella della vicina grotta Giusti) venne eretto uno stabilimento termale vero e proprio e fu costruita la grotta artificiale, diventando un importante centro di antroterapia.
Il nome deriva dal cognome dell'allora proprietario del terreno, Giovacchino Parlanti. Al momento il nuovo proprietario è Giordy out in collaborazione con la SPLA.

## Caratteristiche
Più piccola della grotta Giusti, è alimentata da una sorgente di acqua minerali-bicarbonato-solfato-alcalina, che sgorga a temperatura di 33-34 °C. Nelle vasche scende fino a 27 °C.
Le acque della grotta Parlanti sono indicate per i disturbi dell'apparato respiratorio, osteoarticolare, nelle affezioni dell'apparato urinario e nelle malattie ginecologiche.
Lo stabilimento termale è abbandonato da anni, a seguito della rottura delle tubazioni termali che ha allagato completamente l'impianto e gli immobili nelle vicinanze causando enormi danni.
Il comune di Monsummano Terme e la SPLA continuano a lavorare in questo complesso rinominato ormai come TRM.